# Олександрівка (Житомирський район)
Олекса́ндрівка — село в Україні, у Житомирському районі Житомирської області. Входить до складу Миропільської селищної громади. Населення становить 32 осіб.

## Географія
Село розташоване між річками Кам'янкою та Козаркою.